# Kiyomi
Kiyomi (清見) ist eine japanische Zitrusfrucht, die eine Hybride aus (Citrus ×unshiu × Citrus sinensis) ist. Dabei wurden die Satsuma der Sorte Miyagawa Wase und die Orange Citrus sinensis gekreuzt. Die damals neue Sorte war die erste Tangerine, die 1949 in Japan mit einem Zuchtnamen versehen wurde. Kiyomi wurde nach dem Tempel Seiken-ji (清見寺) und der Lagune Kiyomi Gata (清見潟) nahe ihrem Zuchtlabor in Shizuoka benannt und im Jahr 1979 als „Tangor Nōrin Nr. 1“ registriert.

## Sortenbeschreibung
Kiyomi sind süß. Der Zuckergehalt ist normalerweise 11 bis 12° Grad Brix und erreicht bis 13° Bx, wenn die Bedingungen dazu erfüllt sind. Der Zitronensäuregehalt beträgt etwa 1 %. Die Frucht ist kernlos und reift zwischen Mitte und Ende März aus. Der Geschmack ähnelt dem der Satsuma, das Aroma dem der Orange.
Kiyomi ist monogerm, daher wird sie oft als Eltern-Zitrus verwendet, um neue Hybride – darunter Dekopon – zu erzeugen.